# Шолом, Владимир Юрьевич
Владимир Юрьевич Шолом (род. 12 февраля 1955, Гафурийский район, БАССР) — советский и российский учёный, директор НИИ триботехники и смазки УГАТУ, профессор кафедры МСС Уфимского государственного авиационного технического университета. Доктор технических наук. Член-корреспондент Российской инженерной академии. Член национального комитета России по трибологии. Член редакционных советов научных изданий «Трение и смазка в машинах и механизмах», «Приводная техника». Руководитель республиканского отделения и член правления РСПП — Союза работодателей Республики Башкортостан. Председатель комиссии по вопросам экономики и поддержки предпринимательства Общественной палаты Республики Башкортостан. Генеральный директор технопарка «Хозрасчетный творческий центр Уфимского авиационного института» (дипломант международных выставок и конференций, признанный лучшей промышленной компанией (2007 г.)).
Соавтор в 8 авторских свидетельствах СССР, соавтор в 41 патенте РФ, соавтор 200 научных публикаций.

## Образование
В 1980 году окончил Уфимский авиационный институт, по специальности «авиационные двигатели». В студенческие годы в составе ССО участвовал на стройке железной дороги «Белорецк—Карламан».

## Трудовая биография
- 1972—1973 — Фрезеровщик на УМПО.
- 1980—1985 — старший инженер отраслевой лаборатории высокотемпературных турбин Уфимский авиационный институт.
- 1985—1991 — проректор по режиму Уфимского авиационного института;
- 2003—2006 — директор филиала УГАТУ в г. Стерлитамаке.
- с 1989 года генеральный директор ХТЦ УАИ.

## Монографии
- Бикулов А. З., Нигматуллин Р. Г., Шолом В. Ю. Органические нефтяные парафиновые отложения. Уфимский государственный авиационный технический университет, 1995.
- Бикулов А. З., Нигматуллин Р. Г., Камалов А. К., Шолом В. Ю. Органические нефтяные отложения и их утилизация. Уфимский государственный авиационный технический университет, 1997.
- Постнов В. В., Шолом В. Ю., Шустер Л. Ш. Методы и результаты оценки контактного взаимодействия применительно к процессам металлообработки. М.: Машиностроение, 2004.
- Нигматуллин Р. Г., Шолом В. Ю., Атрощенко В. В. Контроль и диагностика ресурса работы объекта реновации. М.: Машиностроение, 2009.
- Кишуров В. М., Постнов В. В., Шолом В. Ю. Исследование физических явлений при резании металлов (методики и оборудование). М.: Машиностроение, 2010.

## Награды
- Почетная грамота Республики Башкортостан.
- Благодарственное письмо Президента Республики Башкортостан.
- «Заслуженный машиностроитель Республики Башкортостан».